# Aszrafijjat Sahnaja
Aszrafijjat Sahnaja (arab. أشرفية صحنايا) – miasto w Syrii, w muhafazie Damaszek. W 2004 roku miasto liczyło 30 519 mieszkańców.